# Iwan Pantelejewitsch Mosgowenko

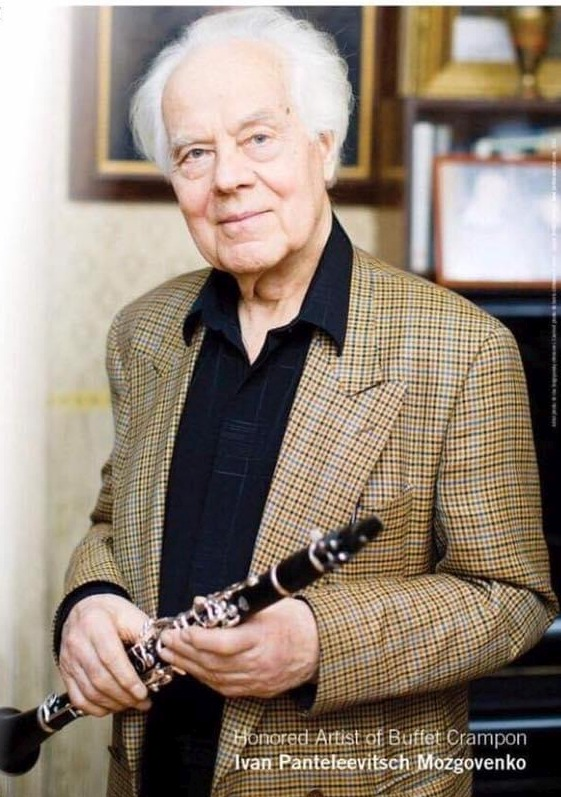
Iwan Mosgowenko (2019)

Iwan Pantelejewitsch Mosgowenko (russisch Иван Пантелеевич Мозговенко, englisch Ivan Panteleyevich Mozgovenko; * 13. Februar 1924 in Jaschalta; † 31. Dezember 2021 in Moskau) war ein sowjetischer und russischer Klarinettist und Musikpädagoge, der am Gnessin-Institut Moskau das Fach Klarinette unterrichtete, ab 1980 mit dem Titel eines Professors. Er erhielt für seine Teilnahme als Soldat im Zweiten Weltkrieg und für seine späteren künstlerischen Leistungen zahlreiche Orden und Ehrentitel, darunter 1995 den Titel Volkskünstler der Russischen Föderation.

## Leben
Mosgowenko wurde in Jaschalta, Bezirk Stepnowsky, Region Rostow geboren. 1931 wurde die Familie enteignet und in den Ural in die Region Nischni Tagil verbannt. Ab 1939 studierte er am Tschaikowsky-Musikkolleg in Swerdlowsk in der Klarinettenklasse. Ab 1943 nahm er als Angehöriger der 10. Garde-Panzerdivision am Zweiten Weltkrieg teil. Er diente in einer Sanitätseinheit und erreichte 1945 Berlin.
1946 setzte er seine Ausbildung zum Klarinettisten am Gnessin-Institut bei Alexander Leonidowitsch Schtark fort (Abschluss 1951, Abschluss der Graduiertenschule 1954). 1951 gewann er den ersten Preis bei einem internationalen Wettbewerb in Berlin und war seitdem als Solist und Kammermusiker tätig, unter anderem mit dem Borodin-Quartett. Von 1953 bis 1968 war Mosgowenko Soloklarinettist am Russischen Staatlichen Sinfonieorchester für Kinematographie. In Zusammenarbeit mit dem Borodin-Quartett und anderen Kammerensembles nahm Mosgowenko Werke von Mozart, Brahms, Prokofjew und einigen zeitgenössischen Komponisten auf. Zudem machte er Aufnahmen für den Rundfunk.
Mosgowenko konzertierte gemeinsam mit russischen Ensembles wie dem Prokofjew-Quartett, dem Beethoven-Quartett, dem Komitas-Quartett und dem Glinka-Quartett sowie mit zahlreichen Künstlern, zum Beispiel Swjatoslaw Richter, Sergei Prokofjew, Maria Judina, Van Cliburn und Mstislaw Rostropowitsch. Dabei arbeitete er mit Dirigenten wie Jewgeni Swetlanow, Kirill Kondraschin, Alexander Gauk, Leonard Bernstein, Juri Temirkanow, Wladimir Fedossejew und Gennadi Roschdestwenski zusammen.
Neben seiner Konzerttätigkeit unterrichtete Mosgowenko von 1951 am Gnessin-Institut, seit 1966 als außerordentlicher Professor. 1980 wurde ihm der Titel eines Professors verliehen. Zu seinen Schülern zählen bedeutende Klarinettisten und Preisträger internationaler Wettbewerbe.  Zudem ist Mosgowenko Autor einer Reihe von Lehrbüchern und Transkriptionen für Klarinette.

## Instrumente
Als Mosgowenko anfing Klarinette zu spielen, dominierte in der UdSSR für die Klarinette das deutsche Griffsystem. Ab 1958 erfolgte die Umstellung auf das Böhm-System (einschließlich des dem gewohnten deutschen Klang näher kommenden Reform-Böhm-Systems bis in die 1980er Jahre), der sich auch Mosgowenko nicht entziehen konnte. 1964 wechselte er und spielt fortan viele Jahre Instrumente von Buffet Crampon.

## Bedeutung
Zu Lebzeiten wurde Mosgowenko in Russland als lebende Legende angesehen und galt als Vater der derzeitigen Klarinettistengeneration. Zahlreiche Professoren und Musikpreisträger gingen aus seiner Schule hervor. In einer Würdigung zu seinem 95. Geburtstag wird berichtet, er sehe sich selbst als „kreativen Enkel“ des Gründers der russischen Klarinettenschule Sergej Sobnow, der in Russland als Nachfolger des Gründers der Klarinettenschule in Deutschland Carl Baermann gilt.
An seinem 90. Geburtstag trat Mosgowenko noch einmal auf. Seit 2019 findet aus Anlass seines Geburtstages am 13. Februar in Moskau jährlich ein internationaler Klarinettenwettbewerb statt, der nach Mosgowenko benannt ist.

## Diskografie (Auswahl)
- Mozart: Klarinettenquintett KV 584 mit dem Borodin-Quartett, mit dem er von 1951 bis 1976 zusammenarbeitete. Die Aufnahme entstand 1961. Am Klang und der Spielweise ist deutlich zu hören, dass der Künstler damals eine deutsche Klarinette spielte und deutschen Tradition des Klarinettenspiels verpflichtet war.[8]

- Brahms: Klarinettenquintett op. 115, mit dem Borodin-Quartett, aufgenommen 1969 (mit Böhm-Klarinette)[9]
- Alexander Lokschin: Klarinettenquintett, aufgenommen 1960 mit dem Komitas Quartett[10]

- Sergei Prokofjew: Ouvertüre über hebräische Themen, op. 34, mit Swjatoslaw Richter (Klavier), in: Sviatoslav Richter – Plays Rakhmaninov & Prokofiev, 11 CDs, CD Nr. 11/1, aufgenommen 1961[11]

- Igor Strawinsky: Die Geschichte vom Soldaten

- Sergei Prokofjew: Quintett op. 39 für Oboe, Klarinette, Violine, Viola und Kontrabass

## Auszeichnungen
- Volkskünstler Russlands[12]
- Verdienstorden für das Vaterland IV. Klasse
- Orden des Vaterländischen Krieges II. Klasse (1985)[13][14]
- Orden des Roten Sterns[14]
- Medaille „Für Verdienste im Kampf“[14]
- Medaille „Sieg über Deutschland“[14]
- Medaille „Für die Einnahme Berlins“[14]
- Medaille „Für die Befreiung Prags“[14]